# 金鐘獎流行音樂節目獎得獎列表
廣播金鐘獎流行音樂節目獎是由文化部影視及流行音樂產業局在臺灣舉辦的現行頒發獎項。

## 歷屆得獎暨入圍名單
|  | 獲獎者 |

### 音樂節目獎（第19屆～第29屆）
| 年度 （屆數）   | 廣播作品                                 |
| --------------- | ---------------------------------------- |
| 1984 （第19屆） | 《音樂廳》／復興廣播電台                 |
| 1984 （第19屆） | 《紅綠燈》／警察廣播電台高雄交通專業電台 |
| 1984 （第19屆） | 《音樂世界》／警察廣播電台               |
| 1985 （第20屆） | 《音樂廳》／復興廣播電台                 |
| 1985 （第20屆） | 《美的旋律》／警察廣播電台               |
| 1985 （第20屆） | 《音樂世界》／警察廣播電台               |
| 1986 （第21屆） | 《音樂廳》／復興廣播電台                 |
| 1986 （第21屆） | 《音樂生活雜誌》／中國廣播公司           |
| 1986 （第21屆） | 《華夏笙歌》／中國廣播公司               |
| 1987 （第22屆） | 《良宵知音》／軍中廣播電台               |
| 1987 （第22屆） | 《本國樂曲》／中國廣播公司               |
| 1987 （第22屆） | 《西子灣》／高雄市市政廣播電台           |
| 1988 （第23屆） | 《音樂生活雜誌》／中國廣播公司           |
| 1988 （第23屆） | 《音樂世界》／警察廣播電台               |
| 1988 （第23屆） | 《愛樂之歌》／正聲廣播公司雲林廣播電台   |
| 1989 （第24屆） | 《清音雅樂》／警察廣播電台高雄廣播電台   |
| 1989 （第24屆） | 《中廣國樂演奏會》／中國廣播公司         |
| 1989 （第24屆） | 《音樂世界》／警察廣播電台台北廣播電台   |
| 1990 （第25屆） | 《音樂生活雜誌》／中國廣播公司           |
| 1990 （第25屆） | 《中廣古典音樂世界》／中國廣播公司       |
| 1990 （第25屆） | 《琴韻心聲》／漢聲廣播電台台北廣播電台   |
| 1991 （第26屆） | 《文藝橋》／漢聲廣播電台                 |
| 1991 （第26屆） | 《音樂之旅》／中國廣播公司               |
| 1991 （第26屆） | 《音樂生活雜誌》／中國廣播公司           |
| 1992 （第27屆） | 《音樂世界》／復興廣播電臺               |
| 1992 （第27屆） | 《文藝橋》／漢聲廣播電臺                 |
| 1992 （第27屆） | 《音樂生活雜誌》／中國廣播公司           |
| 1994 （第29屆） | 《鳳鳴樂坊》／鳳鳴廣播公司               |
| 1994 （第29屆） | 《人生如戲》／中國廣播公司               |
| 1994 （第29屆） | 《漢聲樂府》／漢聲廣播電臺臺北臺         |

### 流行音樂節目獎（第31屆～至今）
| 年度 （屆數）   | 廣播作品                                                 |
| --------------- | -------------------------------------------------------- |
| 1996 （第31屆） | 《台北在流行》／正聲廣播公司                             |
| 1996 （第31屆） | 《長短調》／復興廣播電臺臺北臺                           |
| 1996 （第31屆） | 《音樂雜誌》／中國廣播公司                               |
| 1996 （第31屆） | 《排行榜》／中國廣播公司                                 |
| 1996 （第31屆） | 《歡樂音樂吧》／復興廣播電臺臺北臺                       |
| 1998 （第33屆） | 《超級音樂台》／正聲廣播股份有限公司                     |
| 1998 （第33屆） | 《八點我要你－音樂聯合國》／全國廣播股份有限公司         |
| 1998 （第33屆） | 《什麼是音樂之「古典看流行」》／台北愛樂廣播股份有限公司 |
| 1998 （第33屆） | 《青春夜貓族》／空軍廣播電臺                             |
| 1998 （第33屆） | 《音樂奇葩》／飛碟廣播股份有限公司                       |
| 1998 （第33屆） | 《音樂博物館》／漢聲廣播電臺                             |
| 2000 （第35屆） | 《音樂新樂園》／財團法人中央廣播電臺                     |
| 2000 （第35屆） | 《午餐的約會》／中國廣播股份有限公司                     |
| 2000 （第35屆） | 《魂縈舊曲》／高雄廣播電臺                               |
| 2000 （第35屆） | 《輕鬆小站》／復興廣播電臺                               |
| 2000 （第35屆） | 《藍色音樂海》／漢聲廣播電臺                             |
| 2001 （第36屆） | 《藍色音樂海》／漢聲廣播電臺臺北總臺                     |
| 2001 （第36屆） | 《星河夜語》／光寶育樂傳播股份有限公司                   |
| 2001 （第36屆） | 《音樂叢林》／正聲廣播股份有限公司臺北調頻廣播電臺       |
| 2001 （第36屆） | 《超級音樂台》／正聲廣播股份有限公司臺北調頻廣播電臺     |
| 2001 （第36屆） | 《電影最前線》／台北愛樂廣播股份有限公司                 |
| 2002 （第37屆） | 《十八姑娘一朵花》／內政部警政署警察廣播電臺高雄臺       |
| 2002 （第37屆） | 《音樂東海岸》／漢聲廣播電臺花蓮臺                       |
| 2002 （第37屆） | 《音樂叢林》／正聲廣播股份有限公司                       |
| 2002 （第37屆） | 《超級大玩家》／全國廣播股份有限公司                     |
| 2002 （第37屆） | 《輕鬆小站》／復興廣播電臺臺北臺                         |
| 2003 （第38屆） | 《音樂東海岸》／漢聲廣播電台花蓮台                       |
| 2003 （第38屆） | 《GoldFM西洋金榜二十年》／城市廣播公司                   |
| 2003 （第38屆） | 《音樂咖啡館》／漢聲廣播電台台北總台                     |
| 2003 （第38屆） | 《音樂閣樓-校園Melody》／高雄廣播電臺                    |
| 2003 （第38屆） | 《流行音樂課本》／凱旋廣播公司                           |
| 2004 （第39屆） | 《台北爵士夜》／台北愛樂                                 |
| 2004 （第39屆） | 《超級大玩家》／全國廣播電台                             |
| 2004 （第39屆） | 《聽!美麗在唱歌》／警廣高雄台                            |
| 2004 （第39屆） | 《音樂，離我們很近》／漢聲澎湖台                         |
| 2004 （第39屆） | 《電影最前線》／台北愛樂                                 |
| 2005 （第40屆） | 《音樂M.I.T.》／財團法人中央廣播電臺                     |
| 2005 （第40屆） | 《星光燦爛》／國防部政治作戰總隊漢聲廣播電臺             |
| 2005 （第40屆） | 《風中的音符》／正聲廣播股份有限公司雲林廣播電臺         |
| 2005 （第40屆） | 《爵士公民》／竹科廣播股份有限公司                       |
| 2005 （第40屆） | 《魔法日記》／內政部警政署警察廣播電臺                   |
| 2005 （第40屆） | 《音樂五六七》／高屏廣播股份有限公司                     |
| 2005 （第40屆） | 《世代搖滾瘋》／城市廣播股份有限公司                     |
| 2005 （第40屆） | 《尋夢園》／臺北廣播電臺                                 |
| 2005 （第40屆） | 《橘色唱盤》／正聲廣播股份有限公司                       |
| 2005 （第40屆） | 《魔法日記》／內政部警政署警察廣播電臺                   |
| 2007 （第42屆） | 《台灣鹹酸甜》／國立教育廣播電臺臺北總臺                 |
| 2007 （第42屆） | 《娃娃SPECIAL》／台北之音廣播股份有限公司                |
| 2007 （第42屆） | 《音樂M.I.T》／財團法人中央廣播電臺                      |
| 2007 （第42屆） | 《音樂沙拉吧》／漢聲廣播電臺臺北總臺                     |
| 2007 （第42屆） | 《音樂啟示錄》／復興廣播電臺                             |
| 2008 （第43屆） | 《好歌音樂館》／財團法人中央廣播電臺                     |
| 2008 （第43屆） | 《回想曲》／復興廣播電臺                                 |
| 2008 （第43屆） | 《娃娃SPECIAL》／台北之音廣播股份有限公司                |
| 2008 （第43屆） | 《音樂啟示錄》／復興廣播電臺                             |
| 2008 （第43屆） | 《悠遊音樂城》／正聲廣播股份有限公司臺北調頻廣播電臺     |
| 2008 （第43屆） | 《好歌音樂館》／財團法人中央廣播電臺                     |
| 2008 （第43屆） | 《音樂M.I.T》／財團法人中央廣播電臺                      |
| 2008 （第43屆） | 《流行音樂課本》／內政部警政署警察廣播電臺               |
| 2008 （第43屆） | 《流行磁場》／大眾廣播股份有限公司                       |
| 2008 （第43屆） | 《警廣寶貝週記》／內政部警政署警察廣播電臺新竹臺         |
| 2010 （第45屆） | 《音樂大無限》／漢聲廣播電臺臺北總臺                     |
| 2010 （第45屆） | 《回想曲》／復興廣播電臺                                 |
| 2010 （第45屆） | 《青春音樂盒》／內政部警政署警察廣播電臺臺北總臺         |
| 2010 （第45屆） | 《音樂ING》／宜蘭之聲中山廣播股份有限公司                |
| 2010 （第45屆） | 《賴世雄IC音樂教室》／竹科廣播股份有限公司               |
| 2011 （第46屆） | 《What’s up Music》／台北流行音樂廣播股份有限公司        |
| 2011 （第46屆） | 《全民音樂教室》／內政部警政署警察廣播電臺新竹臺         |
| 2011 （第46屆） | 《音樂多一點》／全國廣播股份有限公司                     |
| 2011 （第46屆） | 《音樂歲月—說音樂的人》／復興廣播電臺                    |
| 2011 （第46屆） | 《記憶的鎖匙》／內政部警政署警察廣播電臺臺北總臺         |
| 2012 （第47屆） | 《記憶的鑰匙》／內政部警政署警察廣播電臺臺北總臺         |
| 2012 （第47屆） | 《B面最精選》／台北流行音樂廣播股份有限公司              |
| 2012 （第47屆） | 《中古老歌廳》／內政部警政署警察廣播電臺臺北臺           |
| 2012 （第47屆） | 《音樂地球村》／國立教育廣播電臺高雄分臺                 |
| 2012 （第47屆） | 《跟著音樂去旅行》／竹科廣播股份有限公司                 |
| 2013 （第48屆） | 《音樂地球村》／國立教育廣播電臺高雄分臺                 |
| 2013 （第48屆） | 《音樂五四三》／台灣全民廣播電台股份有限公司             |
| 2013 （第48屆） | 《音樂歲月—說音樂的人》／復興廣播電臺                    |
| 2013 （第48屆） | 《無線音樂城》／竹科廣播股份有限公司                     |
| 2013 （第48屆） | 《聽見原聲帶》／內政部警政署警察廣播電臺臺東臺           |
| 2014 （第49屆） | 《音樂五四三》／台灣全民廣播電台股份有限公司             |
| 2014 （第49屆） | 《老曲盤 新感情》／內政部警政署警察廣播電臺臺北分臺      |
| 2014 （第49屆） | 《音樂同樂會》／大眾廣播股份有限公司                     |
| 2014 （第49屆） | 《音樂啟示錄》／復興廣播電臺                             |
| 2014 （第49屆） | 《哥哥妹妹有意思之哥哥露兩點》／飛碟廣播股份有限公司     |
| 2015 （第50屆） | 《音樂五四三》／台灣全民廣播電台股份有限公司             |
| 2015 （第50屆） | 《原民愛樂客》／全景社區廣播電台股份有限公司             |
| 2015 （第50屆） | 《愛的故事》／財團法人台北勞工教育電台基金會             |
| 2015 （第50屆） | 《跟著小號聽爵士》／國立教育廣播電臺                     |
| 2015 （第50屆） | 《警廣大歌廳》／ 內政部警政署警察廣播電臺                |
| 2016 （第51屆） | 《拍律遊樂園》／國立教育廣播電臺                         |
| 2016 （第51屆） | 《音樂123》／台北流行廣播股份有限公司                    |
| 2016 （第51屆） | 《音樂五四三》／台灣全民廣播電台股份有限公司             |
| 2016 （第51屆） | 《音樂哈瓦那》／太陽廣播電台股份有限公司                 |
| 2016 （第51屆） | 《愛的故事》／財團法人台北勞工教育電台基金會             |
| 2017 （第52屆） | 《音樂五四三》／台灣全民廣播電台                         |
| 2017 （第52屆） | 《Bravo爵色漫舞》／財團法人台北勞工教育電台基金會        |
| 2017 （第52屆） | 《阿卡人聲》／國立教育廣播電臺                           |
| 2017 （第52屆） | 《唸歌時代》／臺北廣播電臺                               |
| 2017 （第52屆） | 《電音新浪潮》／國立教育廣播電臺                         |
| 2018 （第53屆） | 《娛樂e世代》／中國廣播股份有限公司                      |
| 2018 （第53屆） | 《耳朵借我》／財團法人原住民族文化事業基金會             |
| 2018 （第53屆） | 《拍律遊樂園》／國立教育廣播電臺                         |
| 2018 （第53屆） | 《飛碟五子奇》／飛碟廣播股份有限公司                     |
| 2018 （第53屆） | 《愛的故事》／財團法人台北勞工教育電台基金會             |
| 2019 （第54屆） | 《寶島真無閒》／寶島新聲廣播電台股份有限公司             |
| 2019 （第54屆） | 《一鳴沒驚人》／臺北廣播電臺                             |
| 2019 （第54屆） | 《耳朵借我》／財團法人原住民族文化事業基金會             |
| 2019 （第54屆） | 《音樂二三事》／國立教育廣播電臺                         |
| 2019 （第54屆） | 《娛樂E世代》／中國廣播股份有限公司                      |
| 2020 （第55屆） | 《Street Voice未來進行式》／飛碟廣播股份有限公司         |
| 2020 （第55屆） | 《Langdau原創社》／財團法人原住民族文化事業基金會        |
| 2020 （第55屆） | 《耳朵借我》／財團法人原住民族文化事業基金會             |
| 2020 （第55屆） | 《告白》／內政部警政署警察廣播電臺                       |
| 2020 （第55屆） | 《寶島真無閒》／寶島新聲廣播電台股份有限公司             |
| 2021 （第56屆） | 《我是東西南北香蕉人》／財團法人客家公共傳播基金會       |
| 2021 （第56屆） | 《maqaquyash餐酒館》／財團法人原住民族文化事業基金會     |
| 2021 （第56屆） | 《Sawali Music Style》／財團法人原住民族文化事業基金會   |
| 2021 （第56屆） | 《台語chill乎你聽》／中國廣播股份有限公司                |
| 2021 （第56屆） | 《音樂大輪轉》／寶島新聲廣播電台股份有限公司             |
| 2022 （第57屆） | 《เพลง THAI MUSIC SHOP》／內政部警政署警察廣播電臺       |
| 2022 （第57屆） | 《maqaquyash餐酒館》／財團法人原住民族文化事業基金會     |
| 2022 （第57屆） | 《告白》／內政部警政署警察廣播電臺                       |
| 2022 （第57屆） | 《拍律遊樂園》／國立教育廣播電臺                         |
| 2022 （第57屆） | 《客坐嗑音樂-謝宇威音樂故事館》／財團法人中央廣播電臺    |
| 2023 （第58屆） | 《音樂大輪轉》／寶島新聲廣播電台股份有限公司             |
| 2023 （第58屆） | 《The Jam》／財團法人台北國際社區文化基金會              |
| 2023 （第58屆） | 《告白那一刻》／漢聲廣播電臺                             |
| 2023 （第58屆） | 《阿卡人聲》／國立教育廣播電臺                           |
| 2023 （第58屆） | 《音樂二三事》／國立教育廣播電臺                         |
| 2024 （第59屆） | 《同行相記2》／台北之音廣播股份有限公司                  |
| 2024 （第59屆） | 《Midnight You & Me》／中國廣播股份有限公司              |
| 2024 （第59屆） | 《告白那一刻》／漢聲廣播電台                             |
| 2024 （第59屆） | 《拍律遊樂園》／國立教育廣播電臺                         |
| 2024 （第59屆） | 《音樂二三事》／國立教育廣播電臺                         |
| 2025 （第60屆） |                                                          |
|                 |                                                          |
|                 |                                                          |
|                 |                                                          |
|                 |                                                          |

## 外部連結
- 廣播電視金鐘獎官方網站 （页面存档备份，存于）
- 歷屆廣播金鐘獎得獎入圍名單 （页面存档备份，存于），文化部影視及流行音樂產業局